# 勝抜きドンドン歌合戦
『勝抜きドンドン歌合戦』（かちぬきドンドンうたがっせん）は、1982年2月15日から同年11月1日まで日本テレビ系列局で放送されていた日本テレビ製作の歌謡番組である。ロート製薬の一社提供。放送時間は毎週月曜 19:30 - 20:00 （日本標準時）。

## 概要
毎回1人の「チャンピオン」がステージ上にいる50人の挑戦者の中から1人を選び、歌で勝負をしていた視聴者参加型番組。収録は公会堂で行われていた。当初はチャンピオンが10人勝ち抜きを目指す方式だったが、後期には「仮チャンピオン」に輝いた挑戦者が最後に本物のチャンピオンと勝負する方式に変更された。

## 出演者
- 伊東四朗 - 司会を担当。
- ぶるうたす - 後期に2か月ほど「ドンマイマン」として出演。司会の伊東からは「軍団長」と呼ばれていた。

## ルール
ルールは前期と後期とで異なるが、どちらも基本的にはチャンピオンが雛壇状の席に待機している参加者（階段を挟み、両方に5人×5段の25人、合わせて50人）の中から1人を指名する方式である。

### 前期ルール
チャンピオンと挑戦者それぞれが持ち歌を披露し、審査員の得点が高かった方が「勝抜き」となる。3人勝ち抜くと銅メダルと国内温泉旅行が、5人勝ち抜くと銀メダルとグアム・サイパン旅行が、8人勝ち抜くと金メダルとハワイ旅行がそれぞれ贈られた。そして10人勝ち抜くとグランプリとなり、ステージの上に吊るされたくす玉が割れて大量の紙吹雪・風船・紙テープが舞い、トロフィーとアメリカ西海岸旅行が贈られた。これは、同じく日本テレビで放送されていた『お笑いスター誕生!!』のグランプリ・シリーズの表彰制度と同様で、旅行はすべてペア旅行だった。
ただし、チャンピオンは3人抜き・5人抜き・8人抜きをするごとに前と違う歌を歌い、歌それぞれで審査員から出してもらった点数で挑戦者と競うことになっていた。つまり、ただ1曲の持ち歌で10人抜きを行えるわけではなかった。グランプリが誕生した場合、次からは「仮チャンピオン」と挑戦者を決めていた。
なお、賞金の額は勝ち抜き人数×1万円だった。

### 後期ルール
参加希望があった中から参加者を決めるのは前期と同様であるが、後期には前回チャンピオンに輝いた人物が引き続きチャンピオンとして出場することが始めから決まっており、歌合戦はこのチャンピオンと対戦する挑戦者を選ぶために行われていた。
選び方は、参加者の中からまず「仮チャンピオン」を指名し、この仮チャンピオンが他の参加者の中から選んだ挑戦者と持ち歌を披露しあった。そして審査員の採点によって勝利した側が仮チャンピオンの資格を継承し、次の挑戦者を指名して以下同じ事を繰り返していた。そして、番組ラストの時点で勝ち残っていた仮チャンピオンが「挑戦者」として本当のチャンピオンと対戦した。

## その他のルールの違い

### 同点になった場合の判定方法
- 前期：チャンピオンの勝ちとしていた。
- 後期：5人の審査員が敢えて言えば優っていると感じた方を選び、3人以上の審査員が選んだ方を勝ちとする方式に変更された。

### 敗者の処遇
- 前期：チャンピオンに敗れて勝ち抜かれた挑戦者は、バッテンマスクを付けさせられて元の席に戻っていた。そして番組の最後に、マスクを付けた挑戦者の中から敢闘賞が1人選ばれ、チャンピオンが敗れた場合には賞金・賞品を貰って舞台から退場した。
- 後期：仮チャンピオンであろうと挑戦者であろうと、勝ち抜かれた者はぶるうたすと一緒に「ドンマイ踊り」を踊りながら舞台から退場。「ドンマイ踊り」は阿波踊りと同じリズムの踊りで、時折扇子を手にしたぶるうたすの「ド〜ンマイ!ド〜ンマイ!」という合いの手が入っていた。しかし踊りは2か月ほどで廃止され、同時にぶるうたすも降板させられた。踊りの廃止後には何もせずに退場という方式になった。

## 補足
この番組で使われていたファンファーレとアタック音、そして「ROHTO ロート製薬」の提供クレジット表示時に流されていたジングルは、番組の終了後も『おもしろ博士クイズ』（主に1983年1月以降に行われていた大学生ペア対抗戦）、『スター誕生!』（主に勝利者賞副賞の海外旅行紹介時、1983年1月から同年9月まで）、『クイズ ラブラブジャンプ』（主に「ギャラリー飛び入りクイズ」において、1984年1月から同年3月まで）などで再利用されていた。
| 日本テレビ系列 月曜19:30枠 （ロート製薬一社提供枠） | 日本テレビ系列 月曜19:30枠 （ロート製薬一社提供枠）    | 日本テレビ系列 月曜19:30枠 （ロート製薬一社提供枠） |
| 前番組                                              | 番組名                                                 | 次番組                                              |
| --------------------------------------------------- | ------------------------------------------------------ | --------------------------------------------------- |
| 演歌スペシャル （1982年2月1日 - 1982年2月8日）      | 勝抜きドンドン歌合戦 （1982年2月15日 - 1982年11月1日） | おもしろ博士クイズ （1982年11月8日 - 1983年9月5日） |